# Papilio
Papilio Linnaeus, 1758, è un genere di lepidotteri appartenente alla famiglia Papilionidae.

## Tassonomia
Il genere comprende le seguenti specie:
- Papilio acheron Grose-Smith,  1887.
- Papilio aegeus Donovan,  1805.
- Papilio aethiops Rothschild & Jordan,  1905.
- Papilio agestor Gray,  1831.
- Papilio albinus Wallace,  1865.
- Papilio alcmenor Felder & Felder,  1864.
- Papilio alexanor Esper,  1799
- Papilio ambrax Boisduval,  1832.
- Papilio amynthor Boisduval,  1859.
- Papilio anactus MacLeay,  1826.
- Papilio anchisiades Esper,  1788.
- Papilio androgeus Cramer,  1775.
- Papilio andronicus Ward,  1871.
- Papilio antimachus Drury,  1782.
- Papilio antonio Hewitson,  1872.
- Papilio arcturus Westwood,  1842.
- Papilio aristeus Cramer,  1781.
- Papilio aristodemus Esper,  1794.
- Papilio aristophontes Oberthür,  1897.
- Papilio aristor Godart,  1819.
- Papilio ascalaphus Boisduval,  1836.
- Papilio ascolius Felder & Felder,  1865.
- Papilio astyalus Godart,  1819.
- Papilio bachus Felder & Felder,  1865.
- Papilio benguelana Joicey & Talbot,  1923.
- Papilio bianor Cramer,  1777.
- Papilio birchalli Hewitson,  1863.
- Papilio blumei Boisduval,  1836.
- Papilio bootes Westwood,  1842.
- Papilio brevicauda Saunders,  1869.
- Papilio bridgei Mathew,  1886.
- Papilio bromius Doubleday,  1845.
- Papilio buddha Westwood,  1872.
- Papilio cacicus Lucas,  1852.
- Papilio caiguanabus Poey,  1851.
- Papilio canadensis Rothschild & Jordan,  1906.
- Papilio carolinensis Jumalon,  1967.
- Papilio castor Westwood,  1842.
- Papilio charopus Westwood,  1843.
- Papilio chiansiades Westwood,  1872.
- Papilio chikae Igarashi,  1965.
- Papilio cleotas Gray,  1832.
- Papilio clytia Linnaeus,  1758.
- Papilio constantinus Ward,  1871.
- Papilio cresphontes Cramer,  1777.
- Papilio crino Fabricius,  1793.
- Papilio cynorta Fabricius,  1793.
- Papilio cyproeofila Butler,  1868.
- Papilio dardanus Brown,  1776.
- Papilio deiphobus Linnaeus,  1758.
- Papilio delalandei Godart,  1823.
- Papilio demodocus Esper,  1798.
- Papilio demoleus Linnaeus,  1758.
- Papilio demolion Cramer,  1776.
- Papilio desmondi van Someren,  1960.
- Papilio dialis Leech,  1894.
- Papilio diaphora Staudinger,  1891.
- Papilio diazi Racheli & Sborboni,  1975.
- Papilio diophantus Grose-Smith,  1883.
- Papilio dravidarum Wood-Mason,  1880.
- Papilio echerioides Trimen,  1868.
- Papilio elephenor Doubleday,  1845.
- Papilio elwesi Leech,  1889.
- Papilio epenetus Hewitson,  1861.
- Papilio epiphorbas Boisduval,  1833.
- Papilio epycides Hewitson,  1864.
- Papilio erithonioides Grose-Smith,  1891.
- Papilio erskinei Mathew,  1866.
- Papilio esperanza Beutelspacher,  1975.
- Papilio euchenor Guérin-Méneville,  1829.
- Papilio euphranor Trimen,  1868.
- Papilio eurymedon Lucas,  1852.
- Papilio euterpinus Godman & Salvin,  1868.
- Papilio forbesi Grose-Smith,  1887.
- Papilio fuelleborni Karsch,  1900.
- Papilio fuscus Goeze,  1779.
- Papilio gallienus Aurivillius,  1879.
- Papilio gambrisius Cramer,  1777.
- Papilio garamas Geyer,  1829.
- Papilio garleppi Staudinger,  1892.
- Papilio gigon Felder & Felder,  1864.
- Papilio glaucus Linnaeus,  1758.
- Papilio godeffroyi Semper.
- Papilio grosesmithi Rothschild,  1926.
- Papilio hectorides Esper,  1794.
- Papilio helenus Linnaeus,  1758.
- Papilio heringi Niepelt.
- Papilio hesperus Westwood,  1845.
- Papilio himeros Hopffer,  1866.
- Papilio hipponous Felder & Felder,  1862.
- Papilio homerus Fabricius,  1793.
- Papilio homothoas Rothschild & Jordan,  1906.
- Papilio hoppo Matsumura,  1908.
- Papilio hornimani Distant,  1879.
- Papilio horribilis Butler,  1874.
- Papilio hospiton Guénée,  1839
- Papilio hyppason Cramer,  1776.
- Papilio indra Reakirt,  1866.
- Papilio inopinatus Butler,  1883.
- Papilio interjecta van Someren,  1960.
- Papilio isidorus Doubleday,  1846.
- Papilio iswara White,  1842.
- Papilio iswaroides Fruhstorfer,  1898.
- Papilio jacksoni Sharpe,  1891.
- Papilio jordani Fruhstorfer,  1902.
- Papilio judicael Oberthür,  1888.
- Papilio karna Felder & Felder,  1865.
- Papilio krishna Moore,  1857.
- Papilio laglaizei Depuiset,  1877.
- Papilio lamarchei Staudinger,  1892.
- Papilio lampsacus Boisduval,  1836.
- Papilio leucotaenia Rothschild,  1908.
- Papilio liomedon Moore,  1875.
- Papilio lormieri Distant,  1874.
- Papilio lorquinianus Felder & Felder,  1865.
- Papilio lowii Druce,  1873.
- Papilio maackii Ménétries,  1859.
- Papilio machaon Linnaeus,  1758
- Papilio machaonides Esper,  1796.
- Papilio macilentus Janson,  1877.
- Papilio mackinnoni Sharpe,  1891.
- Papilio mahadeva Moore,  1879.
- Papilio mangoura Hewitson,  1875.
- Papilio manlius Fabricius,  1798.
- Papilio maraho Shiraki & Sonan,  1934.
- Papilio matusiki Johnson & Rozycki,  1986.
- Papilio mayo Atkinson,  1873.
- Papilio mechowi Dewitz,  1881.
- Papilio mechowianus Dewitz,  1885.
- Papilio memnon Linnaeus,  1758.
- Papilio menestheus Drury,  1773.
- Papilio moerneri Aurivillius,  1919.
- Papilio montrouzieri Boisduval,  1859.
- Papilio morondavana Grose-Smith,  1891.
- Papilio multicaudata Kirby,  1884.
- Papilio nandina Rothschild & Jordan,  1901.
- Papilio nephelus Boisduval,  1836.
- Papilio neumoegeni Honrath,  1890.
- Papilio neyi Niepelt,  1909.
- Papilio nireus Linnaeus,  1758.
- Papilio nobilis Rogenhöfer,  1891.
- Papilio noblei de Nicéville,  1889.
- Papilio nubilus Staudinger,  1891.
- Papilio oenomaus Godart,  1819.
- Papilio okinawensis Fruhstorfer,  1898.
- Papilio ophidicephalus Oberthür,  1878.
- Papilio oribazus Boisduval,  1836.
- Papilio ornythion Boisduval,  1836.
- Papilio osmana Jumalon,  1967.
- Papilio oxynius Hübner,  1834.
- Papilio paeon Boisduval,  1836.
- Papilio palamedes Drury,  1773.
- Papilio palinurus Fabricius,  1787.
- Papilio paradoxa Zinken,  1831.
- Papilio paris Linnaeus,  1758.
- Papilio pelaus Fabricius,  1775.
- Papilio peleides Esper,  1793.
- Papilio peranthus Fabricius,  1787.
- Papilio pericles Wallace,  1865.
- Papilio phestus Guérin-Méneville,  1830.
- Papilio phorbanta Linnaeus,  1771
- Papilio phorcas Cramer,  1775.
- Papilio pilumnus Boisduval,  1836.
- Papilio pitmani Elwes & Nicéville,  1887.
- Papilio plagiatus Aurivillius,  1898.
- Papilio polyctor Boisduval,  1836.
- Papilio polymnestor Cramer,  1775.
- Papilio polytes Linnaeus,  1758.
- Papilio polyxenes Fabricius,  1775.
- Papilio prexaspes Felder & Felder,  1865.
- Papilio protenor Cramer,  1775.
- Papilio ptolychus Godman & Salvin,  1888.
- Papilio rex Oberthür,  1886.
- Papilio rhodostictus Butler,  1874.
- Papilio rogeri Boisduval,  1836.
- Papilio rumanzovia Eschscholtz,  1821.
- Papilio rutulus Lucas,  1852.
- Papilio saharae Oberthür,  1879.
- Papilio sakontala Hewitson,  1864.
- Papilio sataspes Felder & Felder,  1865.
- Papilio scamander Boisduval,  1836.
- Papilio schmeltzi Herrich-Schäffer,  1869.
- Papilio sjoestedti Aurivillius,  1908.
- Papilio slateri Hewitson,  1859.
- Papilio sosia Rothschild & Jordan,  1903.
- Papilio syfanius Oberthür,  1890.
- Papilio tasso Staudinger,  1884.
- Papilio thaiwanus Rothschild,  1898.
- Papilio thersites Fabricius,  1775.
- Papilio thoas Linnaeus,  1771.
- Papilio thuraui Karsch,  1900.
- Papilio toboroi Ribbe,  1907.
- Papilio torquatus Cramer,  1777.
- Papilio troilus Linnaeus,  1758.
- Papilio tros Hübner,  1825.
- Papilio tydeus Felder & Felder,  1860.
- Papilio ulysses Linnaeus,  1758.
- Papilio veiovis Hewitson,  1865.
- Papilio victorinus Doubleday,  1844.
- Papilio weymeri Niepelt,  1914.
- Papilio woodfordi Godman & Salvin,  1888.
- Papilio xanthopleura Godman & Salvin,  1868.
- Papilio xuthus Linnaeus,  1767.
- Papilio zagreus Doubleday,  1847.
- Papilio zalmoxis Hewitson,  1864.
- Papilio zelicaon Lucas,  1852.
- Papilio zenobia Fabricius,  1775.
- Papilio zoroastres Druce,  1878.